# Acrolepiopsis sapporensis
Acrolepiopsis sapporensis (tên tiếng Anh: Asiatic Onion Leafminer) là một loài bướm đêm thuộc họ Acrolepiidae. Nó là loài bản địa của châu Á. Loài này có ở Mông Cổ tới Nhật Bản.
Chiều dài cánh trước là 4.7–5 mm.
Ấu trùng ăn Allium fistulosum, Allium cepa, Allium porrum, Allium odorum, Allium nipponicum và Allium schoenoprasum. 